# Manfred Schüttengruber
Manfred Schüttengruber (Linz, 1960. január 19. –) osztrák nemzetközi labdarúgó-játékvezető.

## Pályafutása

### Nemzeti játékvezetés
1992. október 7-én debütált az I. Ligában. Az aktív nemzeti játékvezetéstől 2003-ban vonult vissza. Első ligás mérkőzéseinek száma: 120.

#### Nemzeti kupamérkőzések
Vezetett Kupa-döntők száma: 2.

##### ÖFB Kupa
| Időpont         | Helyszín                   | Mérkőzés típusa | Mérkőzés                       | Eredmény | Nézők száma |
| --------------- | -------------------------- | --------------- | ------------------------------ | -------- | ----------- |
| 2000. május 16. | Ernst Happel Stadion, Bécs | döntő           | Grazer AK–FC Red Bull Salzburg | 4 : 3    | 9 200       |

##### Szuperkupa
| Időpont          | Helyszín                          | Mérkőzés típusa | Mérkőzés                    | Eredmény | Nézők száma |
| ---------------- | --------------------------------- | --------------- | --------------------------- | -------- | ----------- |
| 1996. július 27. | Marcel Saupin Stadion, Kapfenberg | döntő           | SK Sturm Graz–SK Rapid Wien | 1 : 0    | 7 000       |

### Nemzetközi játékvezetés
Az Osztrák labdarúgó-szövetség Játékvezető Bizottsága (JB) terjesztette fel nemzetközi játékvezetőnek, a Nemzetközi Labdarúgó-szövetség (FIFA) 1994-től tartotta nyilván bírói keretében. Több nemzetek közötti válogatott és klubmérkőzést vezetett. Az osztrák nemzetközi játékvezetők rangsorában, a világbajnokság-Európa-bajnokság sorrendjében többedmagával a 25. helyet foglalja el 2 találkozó szolgálatával. Az aktív nemzetközi játékvezetéstől 2001-ben búcsúzott. Válogatott mérkőzéseinek száma: 6.

#### Világbajnokság
A világbajnoki döntőhöz vezető úton Dél-Koreába és Japánba a XVII., a 2002-es labdarúgó-világbajnokságra a FIFA JB bíróként alkalmazta.

##### Selejtező mérkőzés
| Időpont          | Helyszín                  | Mérkőzés típusa           | Mérkőzés             | Eredmény | Nézők száma |
| ---------------- | ------------------------- | ------------------------- | -------------------- | -------- | ----------- |
| 2001. október 6. | Nemzeti Stadion, Ta’ Qali | előselejtező (3. csoport) | Málta–Észak-Írország | 0 : 1    | 2 898       |

#### Európa-bajnokság
Az európai-labdarúgó torna döntőjéhez vezető úton Belgiumba és Hollandiába a XI., a 2000-es labdarúgó-Európa-bajnokságra az UEFA JB játékvezetőként foglalkoztatta.

##### Selejtező mérkőzés
| Időpont           | Helyszín                  | Mérkőzés típusa           | Mérkőzés                        | Eredmény | Nézők száma |
| ----------------- | ------------------------- | ------------------------- | ------------------------------- | -------- | ----------- |
| 1998. október 14. | Žalgiris Stadion, Vilnius | előselejtező (9. csoport) | Litvánia–Bosznia és Hercegovina | 4 : 2    | 1 000       |

#### Nemzetközi kupamérkőzések

##### UEFA-bajnokok ligája
| Időpont            | Helyszín                 | Mérkőzés típusa        | Mérkőzés            | Eredmény |
| ------------------ | ------------------------ | ---------------------- | ------------------- | -------- |
| 1995. augusztus 8. | Lokomotív Stadion, Kassa | első selejtező forduló | FC Košice–Újpest FC | 0 : 1    |

## Magyar vonatkozás
| Időpont             | Helyszín                  | Mérkőzés típusa          | Mérkőzés               | Eredmény | Nézők száma |
| ------------------- | ------------------------- | ------------------------ | ---------------------- | -------- | ----------- |
| 1998. augusztus 19. | ZTE Stadion, Zalaegerszeg | 724. válogatott mérkőzés | Magyarország–Szlovénia | 2 : 1    | 15 000      |